# PRPF38A
PRPF38A (англ. Pre-mRNA processing factor 38A) – білок, який кодується однойменним геном, розташованим у людей на 1-й хромосомі. Довжина поліпептидного ланцюга білка становить 312 амінокислот, а молекулярна маса — 37 477.
| 10         |  | 20         |  | 30         |  | 40         |  | 50         |
| ---------- |  | ---------- |  | ---------- |  | ---------- |  | ---------- |
| MANRTVKDAH |  | SIHGTNPQYL |  | VEKIIRTRIY |  | ESKYWKEECF |  | GLTAELVVDK |
| AMELRFVGGV |  | YGGNIKPTPF |  | LCLTLKMLQI |  | QPEKDIIVEF |  | IKNEDFKYVR |
| MLGALYMRLT |  | GTAIDCYKYL |  | EPLYNDYRKI |  | KSQNRNGEFE |  | LMHVDEFIDE |
| LLHSERVCDI |  | ILPRLQKRYV |  | LEEAEQLEPR |  | VSALEEDMDD |  | VESSEEEEEE |
| DEKLERVPSP |  | DHRRRSYRDL |  | DKPRRSPTLR |  | YRRSRSRSPR |  | RRSRSPKRRS |
| PSPRRERHRS |  | KSPRRHRSRS |  | RDRRHRSRSK |  | SPGHHRSHRH |  | RSHSKSPERS |
| KKSHKKSRRG |  | NE         |  |            |  |            |  |            |

A: Аланін

C: Цистеїн

D: Аспарагінова кислота

E: Глутамінова кислота

F: Фенілаланін

G: Гліцин

H: Гістидин

I: Ізолейцин

K: Лізин

L: Лейцин

M: Метіонін

N: Аспарагін

P: Пролін

Q: Глутамін

R: Аргінін

S: Серин

T: Треонін

V: Валін

W: Триптофан

Кодований геном білок за функцією належить до фосфопротеїнів. 
Задіяний у таких біологічних процесах, як процесинг мРНК, сплайсинг мРНК, альтернативний сплайсинг. 
Локалізований у ядрі.